# Großensee (Holsten)
Großensee er en kommune og by i det nordlige Tyskland, beliggende i Amt Trittau under Kreis Stormarn. Kreis Stormarn ligger i den sydøstlige del af delstaten Slesvig-Holsten.

## Geografi
Großensee ligger godt 20 kilometer nordøst for Hamborg og omkring otte kilometer sydøst for Ahrensburg. Bundesstraße 404 der forbinder Kiel med Lauenburg, går lige øst for kommunen.